# Michal Penk
Michal Penk (* 19. dubna 1968) je český zpěvák, skladatel a hudebník.

## Životopis
Michal Penk byl v dětství úspěšný klavírista. V nejvýznamnějších soutěžích získával skvělá umístění.
Penk byl vychováván ke vztahu k Malému princi, Simonu a Garfunkelovi, Vysockému, Tracyho tygru, Jeseninovi a Chopinovi.
V roku 1984 začal hrát v skupině Julie 2300. V roce 1985 hráli společně se skupinou Prášek rock v KD Vltavská a udělal dojem na PBCH a Roberta Kodyma, s nimiž na podzim založil skupinu Lucie. Během Lucie hrál i v kapele Bossanova (Roman Holý, Petr Malásek, Václav Kopta). V průběhu roku 1986 Michal Penk kapelu Lucie opustil. Skupina se na třičtvrtě roku rozpadla. Ve stejné době, kdy zpíval v Lucii, chodil s popovou hvězdou Ivetou Bartošovou. Nechal se zlákat do showbusinessu. Místo vyhledávaného zpěváka na pražské amatérské nezávislé scéně a skladatele, ovlivněného The Cure, Davidem Bowiem, Pink Floyd, Genesis, The Clash a Ultravox se začal cítit vnímaný pouze jako „idol dívek“. Složitě a s předsudky, ale mnohem později přece jen, začal být pomalu „respektovaný“ intelektuály i rockovým publikem.[zdroj?]
Spolupracoval s ORM, později, po odchodu Michala Penka z Lucie, producenty debutu této skupiny. Výrazně upozornil koncem 80. let baladami Odpusťte nám nebo Stín. Současně složil pro Ivetu Bartošovou hudbu písní Útoč láskou, Závod s mládím, Tichá píseň. V roce 1989 mu vyšlo první album Michal Penk. To už měl za sebou i krátkou spolupráci s Michalem Horáčkem, který otextoval dvě Penkovy písně Angels and Demons clash a Nestrojte svět do siluet. Po Sametové revoluci založil kapelu Sing Sing, která hrála hardrock. Natočili album Sing Sing, mající i anglickou verzi Sing Sing – Sex atraction.
Počátkem roku 1992 se znovu vrátil na výsluní s písní O bláznech. V roce 1993 složil pro film Kanárská spojka scénickou hudbu. Ve filmu hrál karikaturu sebe sama. Nahrál album ve spolupráci s Romanem Holým, Lálou B. B., Štěpánem Smetáčkem a Miroslavem Chyškou (spoluautoru aranžmá a interpretu O bláznech) Naopak s podtitulem Kanárská spojka. Potom se rozhodl na 2 roky odmlčet a přijít s mnohem náročnějším a nezávislým přístupem k obsahu písní. V roce 1995, natočil album Rachot (Andělíček) Tereze Pergnerové. Po delší odmlce spatřilo světlo světa album Tancuj zbožně (2013), s titulní písní Sráz. V roce 2015 si jeho píseň O bláznech stáhlo šest set čtyři tisíc posluchačů. O rok později zpíval s původní Lucií na turné po stadionech. 
Znovu se potkali v roce 2023 v Košicích, kde Michal Penk ohlásil návrat  a hrál se svou doprovodnou skupinou Antiwar, později na žádost jednoho člena přejmenovanou na Reborn 23. Ve stejném roce vydal singly My dear a Lovesong. V září 2024 vydal další singly Dopis a Jasno. Na podzim stejného roku vyjde duet s Terezou Pergnerovou Odpusťte nám a v roce 2025 album Byt z nepokojů.

## Ocenění
- Vítěz dvou soutěží Pražského kola mladých klavíristů.
- Vítězství na prvním festivalu Rockfest – Rockfest 86 se skupinou Bossanova.
- 2x na Virtuosi per musica do pianoforte., absolutní vítěz všech kategorií Pražského kola Celostátní klavírní soutěže, každoročně pořádané všemi LŠU.

## Diskografie
- 1987 Jiřina Urbanová – Nebudeš sám/Michal Penk – Jdi domů, dívko – Supraphon, SP
- 1987 Šéf / Šarlota – Supraphon, SP
- 1988 Hydromaniak / Má Daleká – Supraphon, SP
- 1989 Horší, když se neotevře padák / Jsem asi cvok – Supraphon, SP
- 1989 Michal Penk – Supraphon, LP (Orchestr Ladislava Štaidla)
- 1989 Odpusťte nám/Hlaď mě – Supraphon, SP
- 1990 Sing-Sing – Bonton, LP
- 1990 Sing Sing – Sex Attraction – Multisonic, LP
- 1992 O bláznech – Popron music, LP, CD
- 1993 Naopak – Popron Music, CD (Naopak, Kanárska spojka)
- 1999 Balady Best Of – Popron music, CD) (2CD)
- 2002 Michal Penk – Popron music, CD
- 2013 Best Of Michal Penk – Popron, CD)
- 2013 Tancuj zbožně – Popron, CD [1][2][3]
- 2023 My dear - Ditto
- 2023 Lovesong - Ditto
- 2024 Dopis - Ditto
- 2024 Jasno - Ditto

### Kompilace
- 1988 Dny jdou – Karel Vágner – Supraphon, LP – 07. Hlaď mě
- 1988) Planeta míru 88 – Supraphon, LP – Jsme přátelé (zpívají: Iveta Bartošová, Michal Penk, Michal David, Júlia Hečková, Stanislav Hložek, Dalibor Janda, Petra Janů)
- 1988 Šmoulové – Supraphon, LP – 04. Hlášení šmoulího rozhlasu /13. Šmoulí song – zpívají: Petra Janů, Stanislav Hložek, Hana Zagorová, Michal David, Linda Finková, Jiří Korn, Dagmar Patrasová, Michal Penk, Darinka Rolincová, Josef Laufer, Iveta Bartošová, Karel Gott, Bambini di Praga, Gemini)
- 1989 Bony a Klid – soundtrack – Supraphon, LP Michal Penk – Don't You Keep Your Trying [4]
- 199? Slunce, seno, jahody (soundtrack) – Multisonic, CD – 02. Hlaď mě
- 1993 Diamantová deska – Ladislav Štaidl – Supraphon, 2CD -18. Má daleká/20. Hydromaniak
- 1998 Já rád disko – Sony Music/Bonton, CD – Horší, když se neotevře padák
- 1999 České písničky 60.-90. let – Popron music, CD -12. O bláznech
- 2000 První liga – idoly české pop music – Popron music, CD -10. Odpusťte nám /11. O bláznech /12. Stín
- 2001 České super hity 2 – Popron Music, CD -06. O bláznech
- 2001 Vánoční – Popron music, CD
- 2003 České super hity 6 ,CD)- 10. Michal Penk – Nevěrná
- 2003 České pohodové písničky – Popron music, CD) – 09. O bláznech
- 2003 Dráhy hvězd – Iveta Bartošová – EMI/Monitor, CD) – 09. Můj stín, zář tvá (duet)
- 2004 České Pop idoly – Popron music, CD – 01. O Bláznech /02. Odpusťte nám
- 2004 Tři mušketýři – Sony/BMG, CD) – 11. Přátelství na třikrát (J .Vojtek, T. Beroun, Gajdoš, M. Penk)
- 2005 Hity z české diskotéky – Popron music, CD -12. Láskou splácej mi lásku
- 2005 Když se láska vrací k nám – CD – 07. O bláznech
- 2005 České a slovenské Pop idoly (Popron music, CD – 10. Bílá noc /11. Koně se také střílejí /12. Nestrojte svět do siluet
- 2007 Slepá láska – Best of Orm – Supraphon, CD – 11. Michal Penk – Šéf
- 2007 Miluji Tě čím dál víc – Popron music, CD – 07. O bláznech
- 2009 Hit album vánoční - Popron music, CD - 02. Vánoční

## Filmografie
- 1993 Kanárská spojka – hudba k filmu, zpěv, herec – hrál sám sebe
- 1984 Láska z pasáže